# Provincia di Loreto
La provincia di Loreto è una delle otto province della regione di Loreto nel Perù.

## Province confinanti
Confina a nord con l'Ecuador, ad est con la provincia di Maynas, a sud con la provincia di Requena, la provincia di Ucayali e la regione di San Martín e ad ovest con la provincia di Datem del Marañón e la provincia di Alto Amazonas.

## Geografia antropica

### Suddivisioni amministrative
La provincia è suddivisa in cinque distretti:
- Nauta
- Parinari
- Tigre
- Trompeteros
- Urarinas